# System Dilerów Papierów Wartościowych
System Dilerów Skarbowych Papierów Wartościowych (DSPW) – powołano jako nową organizację (od początku 2003 roku), mającą za zadanie sprzedaż i obrót skarbowymi papierami wartościowymi w celu poprawy płynności, przejrzystości oraz efektywności tych papierów. Do systemu tego mogą należeć banki, które poddadzą się procedurze selekcyjnej zapisanej w regulaminie dilera skarbowych papierów wartościowych.